# سعلو
سعلو هي قرية تقع على الضفة اليمنى لنهر الفرات. تتبع لمنطقة الميادين تبعد عن مدينة دير الزور شرقاً بـ (30كم ) وعن منطقة الميادين غرباً (17 كم ). وتبلغ مساحتها حوالي 45 ألف دونم (4500 هكتار.